# مارتا بالتبو-کل
مارتا بالتبو-کُل (کاتالونیایی: Marta Balletbò-Coll؛ زادهٔ ۱۹۶۰) یک هنرپیشه، کارگردان، تهیه‌کننده فیلم، فیلم‌نامه‌نویس و فیلم‌بردار اهل اسپانیا است.
او دانش‌آموختهٔ رشتهٔ شیمی تحلیلی در دانشگاه بارسلونا و فیلم‌برداری در دانشگاه کلمبیا است و در سال ۲۰۰۵ میلادی برندهٔ جایزهٔ بوتاکا شد. در سال ۲۰۰۶، او موفق به دریافت جایزه ملی سینمای کاتالونیا شد؛ این جایزه از سوی دولت خودگردان کاتالونیا برای تهیه‌کنندگی فیلم سِوین به او اعطا شد.